# Compartilhamento de arquivos no Japão
O compartilhamento de arquivos no Japão é notável por seu tamanho e sofisticação. 
A Associação da Indústria de Gravação do Japão usou um estudo de 2010 para sugerir que os downloads ilegais superam os legais 10: 1. 
Diferentemente da maioria dos outros países, o compartilhamento de arquivos com direitos autorais não é apenas uma ofensa civil, mas também criminal, com penas de até dez anos para upload e de até dois anos para download.  Há também um alto nível de cooperação com os provedores de serviços da Internet .  Esse pode ser um dos motivos pelos quais redes anônimas como Winny, Perfect Dark e Share são populares em comparação com redes públicas como Bittorrent, WinMX, Gnutella (Cabos) e Opennap ( Utatane ).

## História

### 2000
Kevin Hearn e Frontcode Technologies lançam o WinMX, um dos primeiros clientes de compartilhamento de arquivos ponto a ponto a fornecer suporte Unicode para caracteres japoneses.

### 2002
A Associação da Indústria de Gravação do Japão lança seu primeiro relatório sobre compartilhamento de arquivos. 84% daqueles que usaram software de compartilhamento de arquivos relataram usar o WinMX principalmente para compartilhar mp3 J-pop .  Cerca de metade dessas pessoas usava o Napster no passado, mas seu uso estava diminuindo. Isamu Kaneko, da Universidade de Tóquio, lança o Winny, o primeiro cliente japonês de compartilhamento de arquivos, baseado no P2P anônimo, no armazenamento de dados distribuído e no modelo de nó da Freenet .

### 2003
'#Rufu' lança Utatane, um cliente japonês para conectar-se à rede Opennap . 8 de agosto, o vírus Antinny é relatado pela primeira vez. Os usuários do Winny, sem saber, instalam-no em seus computadores e, em seguida, o vírus usa o Winny para carregar suas informações pessoais na rede.

### 2004
Em 10 de maio, Isamu Kaneko é preso por suspeita de incentivar a violação de direitos autorais por meio de suas postagens no 2channel em relação a Winny . Fairu Souko (フ ァ イ ル 倉庫 Armazém de arquivos) libera o compartilhamento, com base no Winny, mas facilitando a localização de arquivos. Também é lançado o Cabos, um cliente japonês para conectar-se à rede Gnutella .

### 2005
Em 14 de fevereiro, Chad Hurley, Steve Chen e Jawed Karim encontraram o YouTube, um site americano de compartilhamento de vídeos, que se tornou popular no Japão e em todo o mundo. O site Nyaa Torrents fica online, fornecendo links para torrents para anime japonês e outros arquivos do Leste Asiático.

### 2006
Kaicho (会長, presidente da associação) lança Perfect Dark, um desenvolvimento adicional na linha Winny / Share. O tribunal de Kyoto considera Kaneko culpado e exige que ele pague uma multa de 1,5 milhão de ienes. Ele interpôs um recurso no mesmo dia. No dia 12 de dezembro, Nobuo Kawakami funda o Niconico, um site japonês de compartilhamento de vídeos, que inicialmente depende muito do conteúdo do YouTube .

### 2007
Na pesquisa da RIAJ, os usuários japoneses indicaram Winny e Limewire como mais populares que o WinMX pela primeira vez.  A contagem de nós do RIAJ mostra que Winny tem 264 000 pessoas conectadas, seguido por Share com 201 000.  Em março, a empresa Retina lançou o Sharebot, um programa projetado para detectar o endereço IP dos usuários do Share que estão carregando arquivos. Os desenvolvedores respondem lançando o DiffusionProClone, um plug-in do Share criado para impedir que todas as instâncias do Sharebot se conectem ao compartilhamento do usuário.

### 2008
A contagem de nós do RIAJ tem o compartilhamento subindo para 209.000 conexões e o Winny caindo para 181.000.  O host japonês Fc2.com, com sede nos EUA, apresenta um serviço de compartilhamento de vídeo semelhante ao YouTube .  Kazushi Hirata é preso e considerado culpado por receber uma sentença de 2 anos suspensa por 3 anos por enviar um filme de pré-lançamento para Winny. 

### 2009
Em 2009, a lei de direitos autorais foi alterada para destacar especificamente o upload de material protegido por direitos autorais, com penas especiais de até dez anos de prisão.  8 de outubro, o Tribunal Superior de Osaka considera Kaneko inocente. Os promotores apelam do veredicto ao Supremo Tribunal.

### 2010
Em 2010, a lei de direitos autorais foi alterada para criminalizar o download de material protegido por direitos autorais.  A imprensa japonesa relatou o primeiro incidente em que um homem foi preso por carregar um programa de TV que ele gravara para Bittorrent .  

### 2011
20 de dezembro, a Suprema Corte considera Kaneko inocente.

### 2012
As penalidades criminais por baixar material foram reforçadas. A pena máxima foi fixada em 2 anos de prisão e uma multa de dois milhões de ienes . 
A Palo Alto Networks publicou um relatório estimando que o Bittorrent consumiu mais largura de banda no Japão (6,5 trilhões de bits), seguido por Perfect Dark (1,8 trilhão) e Share (1,06 trilhão) com Winny, Gnutella e WinMX mais atrás.  A NHK relata que 24 pessoas foram presas por fazer upload de anime para o Share, duas presas por fazer upload no Perfect Dark e uma presa por fazer upload para um host de arquivo não identificado.  

### 2014
A Associação Japonesa de Direitos Autorais de Software de Computador informou que o uso geral do compartilhamento de arquivos caiu acentuadamente desde 2008, com o Share ainda o programa de compartilhamento de arquivos mais popular, com 44.000 nós, seguido por Perfect Dark (24.000) e Winny (12.000).  A Netagent também observou um declínio, mas tinha Winny com 51.000 nós, Perfect Dark com 49.000 e Share com 39.000. 

### 2016
A Agência Nacional de Polícia do Japão relata prender 44 pessoas por violação de direitos autorais, realizadas através do uso de software de compartilhamento de arquivos. O anúncio observa que o download agora é ilegal no Japão.  Em dezembro, o site russo de anime e mangá Kissanime.ru entra online. 

### 2018
A Netagent relatou um declínio adicional, com Winny com o maior número de nós 45.000, seguido pelo Perfect Dark com 30.000, seguido pelo Share com 10.000. 

### 2019
Um coreano que vive no Japão é preso por carregar um anime que estava disponível gratuitamente no YouTube na rede Bittorrent.  